# Gouvernement González II
 (janvier 2023).
Si vous disposez d'ouvrages ou d'articles de référence ou si vous connaissez des sites web de qualité traitant du thème abordé ici, merci de compléter l'article en donnant les références utiles à sa vérifiabilité et en les liant à la section « Notes et références ».
Royaume d'Espagne
González I González III
Le gouvernement González II (en espagnol : Segundo Gobierno González) est le gouvernement du royaume d'Espagne entre le 26 juillet 1986 et le 7 décembre 1989, durant la troisième législature des Cortes Generales.

## Historique du mandat
Dirigé par le président du gouvernement socialiste sortant Felipe González, ce gouvernement est constitué et soutenu par le Parti socialiste ouvrier espagnol (PSOE) et le Parti des socialistes de Catalogne (PSC). Ensemble, ils disposent de 184 députés sur 350, soit 52,6 % des sièges du Congrès des députés, et 148 sénateurs 254, soit 58,3 % des sièges du Sénat.
Il est formé à la suite des élections générales anticipées du 22 juin 1986.
Il succède donc au gouvernement González I, également constitué et soutenu par le PSOE et le PSC.

### Formation
Au cours de ce scrutin, les socialistes perdent 1 225 600 voix, ce qui entraîne une diminution de leur majorité parlementaire de 18 députés et dix sénateurs directement élus. L'Alliance populaire (AP), première force de l'opposition depuis octobre 1982, stagne pour sa part au Congrès, avec un siège de moins, et gagne neuf sénateurs. C'est en effet le Centre démocratique et social (CDS) qui progresse le mieux, gagnant 1 257 400 suffrages, ce qui lui donne 19 députés et trois sénateurs.
Le 23 juillet, González est investi pour un deuxième mandat par 184 voix pour, 144 contre et six abstentions, n'ayant alors bénéficié que du soutien des socialistes. 

### Évolution
Une motion de censure est soumise au vote le 30 mars 1987, à l'initiative du président de l'AP Antonio Hernández Mancha, sénateur d'Andalousie. Alors qu'elle nécessite 176 voix pour être adoptée, elle ne recueille que 67 suffrages pour, ainsi que 194 contre et 71 abstentions. Ainsi, le Parti démocrate populaire (PDP), Convergence et Union (CiU) et le CDS ont fait le choix de s'abstenir.
González décide de procéder à un important remaniement ministériel le 12 juillet 1988. À cette occasion, trois indépendants font leur entrée au sein du cabinet, tandis que deux ministères sont créées. Par ailleurs, pour la première fois depuis les élections de octobre 1982, deux femmes sont nommées au sein de l'exécutif, Matilde Fernández comme ministre des Affaires sociales et Rosa Conde en tant que ministre porte-parole.

### Succession
Lors des élections parlementaires anticipées du 29 octobre 1989, le PSOE remporte exactement la moitié des sièges à pourvoir. Ce résultat, qui empêche toute motion de censure ou rejet de confiance, permet à González de constituer son troisième gouvernement.

## Composition

### Initiale (25 juillet 1986)
- Les nouveaux ministres sont indiqués en gras, ceux ayant changé d'attribution en italique.

| Portefeuille                                                                       | Titulaires | Titulaires                        | Parti |
| ---------------------------------------------------------------------------------- | ---------- | --------------------------------- | ----- |
| Président du gouvernement                                                          |            | Felipe González Márquez           | PSOE  |
| Vice-président du gouvernement                                                     |            | Alfonso Guerra González           | PSOE  |
| Ministre des Affaires étrangères                                                   |            | Francisco José Fernández Ordóñez  | PSOE  |
| Ministre de la Justice                                                             |            | Fernando Ledesma Bartret          | PSOE  |
| Ministre de la Défense                                                             |            | Narcís Serra i Serra              | PSC   |
| Ministre de l'Économie et des Finances                                             |            | Carlos Solchaga Catalán           | PSOE  |
| Ministre de l'Intérieur                                                            |            | José Barrionuevo Peña             | PSOE  |
| Ministre des Travaux publics et de l'Urbanisme                                     |            | Javier Luis Sáenz de Cosculluela  | PSOE  |
| Ministre de l'Éducation et de la Science                                           |            | José María Maravall Herrero       | PSOE  |
| Ministre du Travail et de la Sécurité sociale                                      |            | Manuel María Chaves González      | PSOE  |
| Ministre de l'Industrie et de l'Énergie                                            |            | Luis Carlos Croissier Batista     | PSOE  |
| Ministre de l'Agriculture, de la Pêche et de l'Alimentation                        |            | José Carlos Romero Herrera        | PSOE  |
| Ministre des Administrations publiques                                             |            | José Joaquín Almunia Amann        | PSOE  |
| Ministre des Transports, du Tourisme et des Communications                         |            | Abel Ramón Caballero Álvarez      | PSOE  |
| Ministre de la Culture Porte-parole du gouvernement                                |            | Francisco Javier Solana Madariaga | PSOE  |
| Ministre de la Santé et de la Consommation                                         |            | Juan Julián García Vargas         | PSOE  |
| Ministre des Relations avec les Cortes Generales et du Secrétariat du gouvernement |            | Virgilio Zapatero Gómez           | PSOE  |

### Remaniement du12 juillet 1988
- Les nouveaux ministres sont indiqués en gras, ceux ayant changé d'attribution en italique.

| Portefeuille                                                                       | Titulaires | Titulaires                           | Parti |
| ---------------------------------------------------------------------------------- | ---------- | ------------------------------------ | ----- |
| Président du gouvernement                                                          |            | Felipe González Márquez              | PSOE  |
| Vice-président du gouvernement                                                     |            | Alfonso Guerra González              | PSOE  |
| Ministre des Affaires étrangères                                                   |            | Francisco José Fernández Ordóñez     | PSOE  |
| Ministre de la Justice                                                             |            | Enrique Múgica Herzog                | PSOE  |
| Ministre de la Défense                                                             |            | Narcís Serra i Serra                 | PSC   |
| Ministre de l'Économie et des Finances                                             |            | Carlos Solchaga Catalán              | PSOE  |
| Ministre de l'Intérieur                                                            |            | José Luis Corcuera Cuesta            | PSOE  |
| Ministre des Travaux publics et de l'Urbanisme                                     |            | Javier Luis Sáenz de Cosculluela     | PSOE  |
| Ministre de l'Éducation et de la Science                                           |            | Francisco Javier Solana Madariaga    | PSOE  |
| Ministre du Travail et de la Sécurité sociale                                      |            | Manuel María Chaves González         | PSOE  |
| Ministre de l'Industrie et de l'Énergie                                            |            | José Claudio Aranzadi Martínez       | Sans  |
| Ministre de l'Agriculture, de la Pêche et de l'Alimentation                        |            | José Carlos Romero Herrera           | PSOE  |
| Ministre des Administrations publiques                                             |            | José Joaquín Almunia Amann           | PSOE  |
| Ministre des Transports, du Tourisme et des Communications                         |            | José Barrionuevo Peña                | PSOE  |
| Ministre de la Culture                                                             |            | Jorge Semprún Maura                  | Sans  |
| Ministre de la Santé et de la Consommation                                         |            | Juan Julián García Vargas            | PSOE  |
| Ministre des Relations avec les Cortes Generales et du Secrétariat du gouvernement |            | Virgilio Zapatero Gómez              | PSOE  |
| Ministre des Affaires sociales                                                     |            | Matilde Fernández Sanz               | PSOE  |
| Ministre porte-parole du gouvernement                                              |            | María Rosa Conde Gutiérrez del Álamo | Sans  |